# Ouro Verde de Minas
Ouro Verde de Minas è un comune del Brasile nello Stato del Minas Gerais, parte della mesoregione della Vale do Mucuri e della microregione di Teófilo Otoni.